# Казарка американська
Американська казарка (Branta bernicla nigricans) — підвид чорної казарки з родини качиних і гусячих підродини.

## Поширення
Водиться на Алясці, зимує в Баха-Каліфорнії.

## Охоронний статус
На сьогоднішній день в місцях його проживання налічується близько 114 000 птахів і приблизно 14 000 щорічно відстрілюються мисливцями. Популяція на 1981 рік була 200 000 птахів, а на 1987 рік у два рази менше.